# Linteau 24 de Yaxchilan

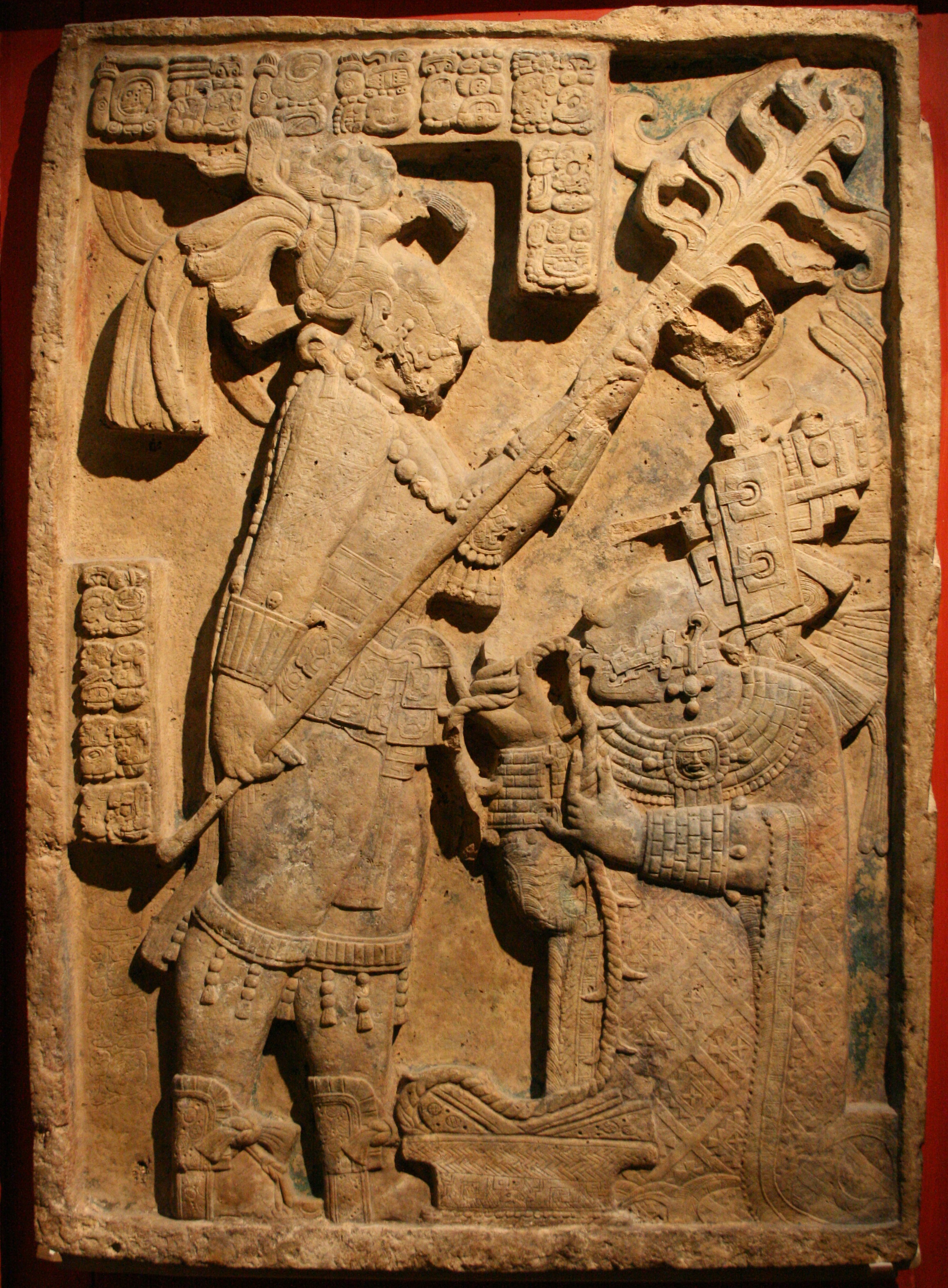
Le linteau au British Museum.

Le Linteau 24 est le nom donné par les mésoaméricanistes à une sculpture de calcaire maya venant de Yaxchilan, une ancienne cité maya située dans l'État mexicain du Chiapas. Le linteau date d'environ 725, ce qui le place dans la période classique tardive maya. Le texte en hiéroglyphes mayas indique que la scène représentée est un rite d'autosacrifice datant de 9.13.17.15.12 5 Eb 15 Mac en compte long, soit du 28 octobre 709 selon la corrélation GMT. Le souverain Itzamnaaj B'alam II tient une torche et son épouse Dame Xoc fait passer à travers sa langue une corde hérissée de lames d'obsidienne pour conjurer le serpent-vision.